# Old Buckenham
Old Buckenham ist ein Dorf und eine Civil parish im Distrikt Breckland der Grafschaft Norfolk.

## Geschichte
Im Domesday Book von 1068 ist Old Buckenham als Bucham, Buccham or Bucheham verzeichnet. Im 12. Jahrhundert war William d’Aubigny, 1. Earl of Arundel Lord of the Manor of Buckenham.